# トラファルガー戦役
トラファルガー戦役（Trafalgar Campaign）は、1805年の大部分を費やして展開されたフランスとスペイン両国の海軍連合艦隊による軍事作戦と、これに対抗したイギリス海軍の動きを指す。仏西両国の、長期にわたる複雑な艦隊戦術と、これへの妨害行動を指す。これは、英仏海峡の強行突破をはかるフランス側のいくつもの作戦計画を積み上げたものであり、海峡突破によってイギリス侵攻を成功させようとするものであった。しかし、作戦は極端に込み入っており、実際的ではないことが明らかになった。ナポレオン自身が細部まで干渉していたが、彼は海軍というよりは陸軍の人物で、艦隊への天候の影響や、意志疎通の難しさ、そしてイギリス海軍の存在を考慮に入れていなかった。作戦計画は部分的にはフランス側の狙い通りに運んだが、最大の目的であった海峡突破は遂行できなかった。この作戦は、大西洋上何千マイルにも及ぶ海域で展開され、その間に数度の海戦が起きたが、その最も大きなものが10月21日のトラファルガーの海戦であった。この海戦では仏西連合艦隊が大敗を喫し、またこの戦闘名が作戦全体を指す名前ともなった。11月4日の、オルテガル岬の海戦での最終的な残敵掃射により、連合艦隊は完全に壊滅し、これでイギリス海軍の海上制覇権が保証された。

## 英仏それぞれの目標

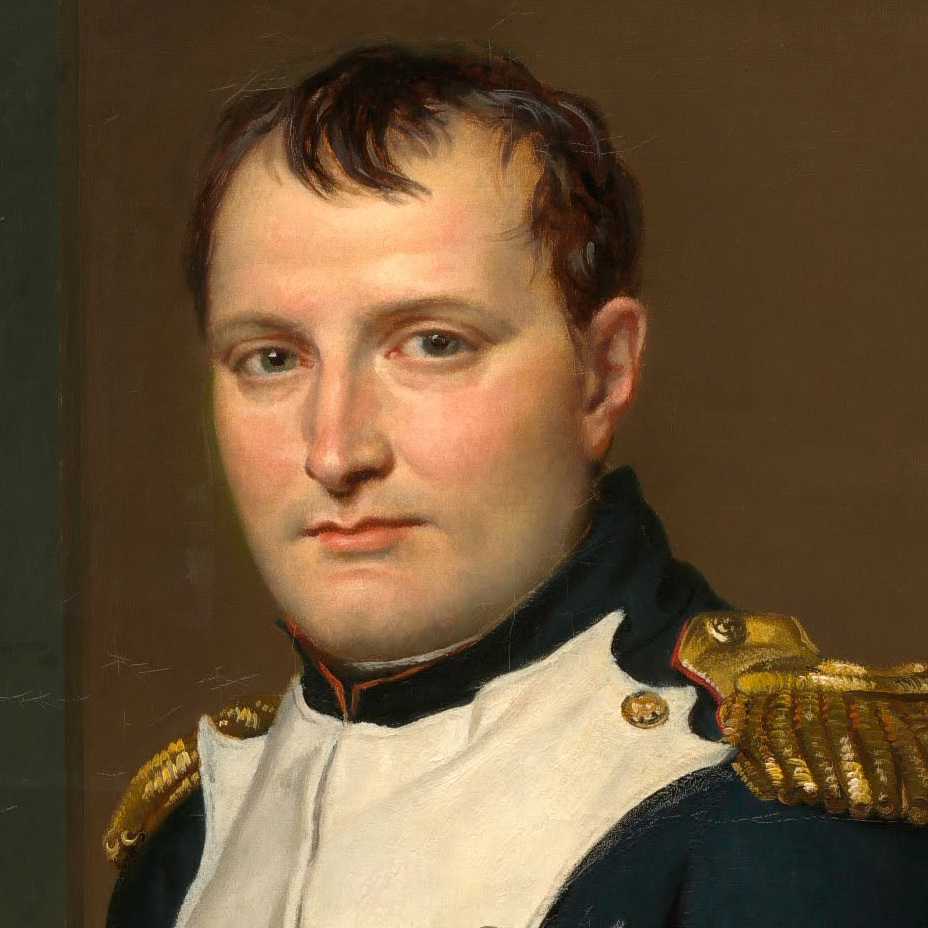
ナポレオン1世

1798年、かねてよりイギリス侵攻をもくろんでいたナポレオン1世は、直轄軍である「アーミー・オブ・イングランド」を英仏海峡岸に駐留させた。ナポレオンはエジプトとオーストリアの作戦に集中しており、またアミアンの和約が締結されたため、1802年にこの侵攻計画はいったん棚上げされた。1803年には再び衝突が始まって、この計画が復活し、ブローニュ郊外の野営場に陸軍部隊が集められ、侵攻艦隊を召集する準備が行われた.。侵攻を成功させるに当たって、主な妨げとなるのはイギリス海軍だった。しかしナポレオンは、英仏海峡をフランス艦隊が6時間支配することさえできれば、海峡横断は成し遂げられると宣言していた。フランス軍が予定していた出発地はイギリス海軍に情報をつかまれ、厳重に海上封鎖されていたが、海軍第一卿のメルヴィル卿ヘンリー・ダンダスは動員できる艦船の不足に陥っていた 。もし仏西連合艦隊が、ほんのわずかな間でもイギリス艦を持ち場から遠ざければ、フランスの侵攻部隊は何物にも邪魔されずに海峡を横断できるはずであった。フランス側の目標は、少なくとも一時的に海峡を支配することであり、他方、イギリス側は万難を排してこれを阻止しようとしていた。

## フランスによる侵攻計画の変更

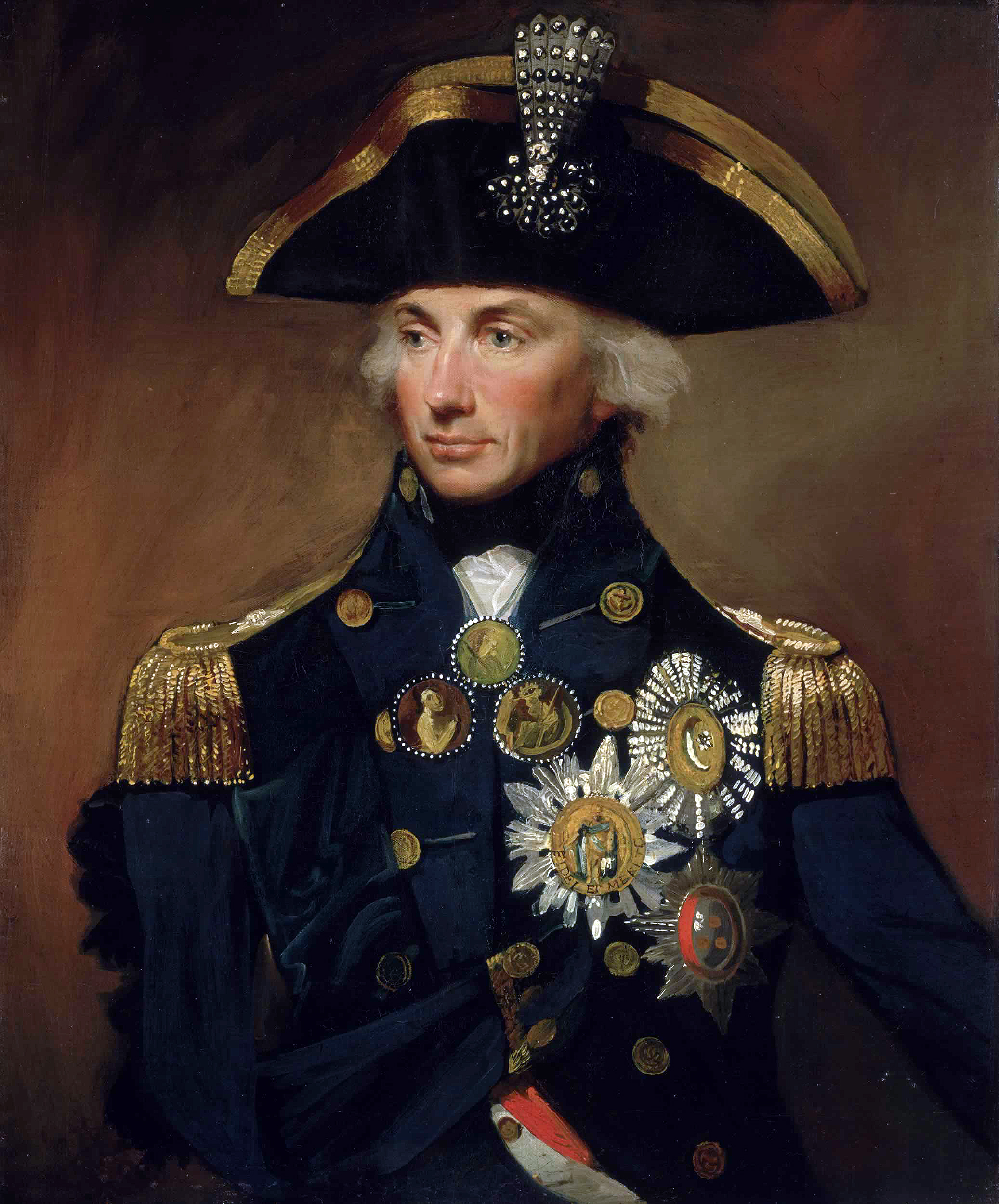
ホレーショ・ネルソン レミュエル・フランシス・アボット作

ナポレオンは1804年7月から1805年3月にかけて、4つの異なる戦略を提案した。その一つ一つの目的は、大艦隊を集結させ、英仏海峡へと前進するものだった。いずれの戦略にも共通していたのは、海峡を封鎖しているイギリス海軍の一部あるいはすべてをおびき寄せ、フランスの数か所の艦隊を統合して、港でにらみを利かせているイギリス艦隊による封鎖を解き、フランス艦隊を英仏海峡まで前進させてから、ブローニュに向かわせ、侵攻部隊を乗艦させて護送するという計画だった。

### 第一次計画：1804年9月
ナポレオンは第一の計画を、1804年5月に提唱した。それによると、1804年の7月から9月の間に、ルイ＝レネ・ド・ラトゥシュ・トレヴィル提督下の10隻の戦列艦と11隻のフリゲート艦が、トゥーロンから包囲を突破した。この艦隊は、巡回中のホレーショ・ネルソン指揮下のイギリス艦隊をうまくかわし、大西洋に出て、フェロル沖のアレクサンダー・コクラン指揮下の艦隊がいる所をそっと通り過ぎて、ビスケー湾に入る。そこで他の6隻の戦列艦と合流してロシュフォールに向かう。その一方で、オノレ・ジョゼフ・アントワーヌ・ガントーム中将指揮の23隻の戦列艦が大西洋をめざして、うまく行けばウィリアム・コーンウォリス提督指揮下の海峡艦隊に勝つ。そこでトレヴィルが、海峡を堂々と航海してブローニュに向かい、侵攻艦隊を無事にイギリスへ護送する。こういう内容であったが、この計画は複雑であり、また、天気がいいこと、コクランとネルソンの艦隊を避けて通れること、コーンウォリスがおびき寄せられることといった、可能性の低いことを条件としたものだった。この計画は実行に移されなかった、トゥーロン艦隊のトレヴィルは、ネルソンと交戦する危険を冒すよりも、トゥーロンに留まることを選んでいたが、そのトレヴィルが8月19日に急逝したため、この計画は頓挫した。

### 第二次計画：1804年10月－1805年初頭

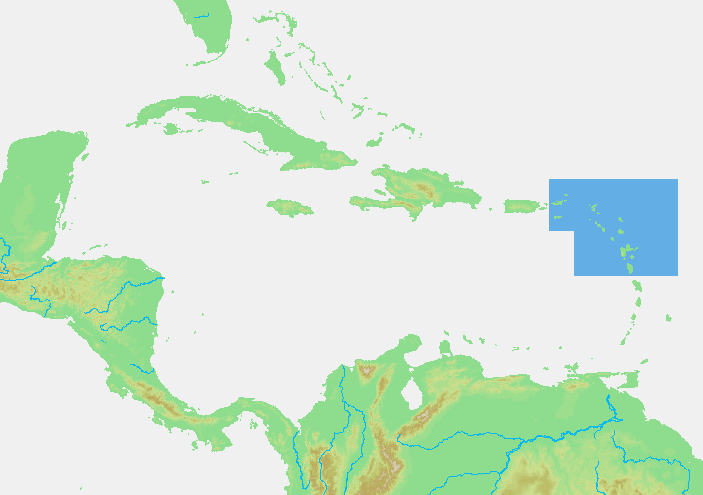
グアドループのあるリーワード諸島、対岸にスリナムがある。

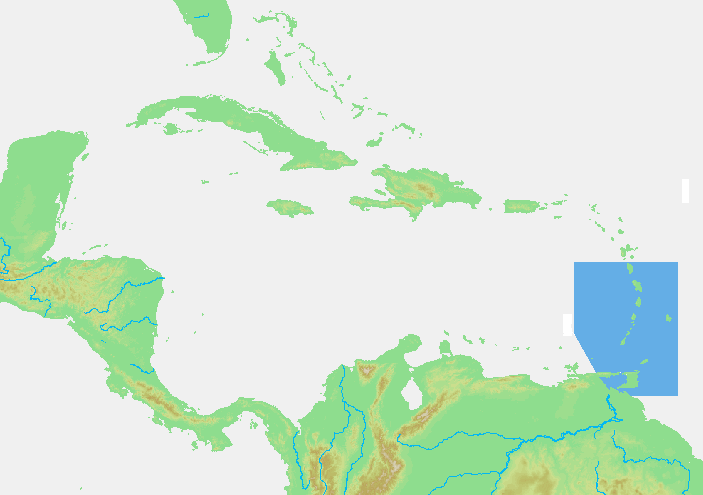
セントルシアやマルティニク、ドミニカを擁するウィンドワード諸島。

トレヴィルの死後に変更が加えられた侵攻計画は、前のものよりもかなり野心的で、柱を成す3つの独立した作戦から成っていた。この計画は、トレヴィルの後継者で、トゥーロン駐留のピエール＝シャルル＝ジャン＝バティスト＝シルヴェストル・ド・ヴィルヌーヴが 、10月21日に、5600人の部隊を乗せた10隻の戦列艦を地中海へと出航させ、ネルソンの艦隊をかわした後、カディスからエーグルを合流させ、ジブラルタル海峡を横切り、その後、1800人の兵を2隻の艦に乗せて分遣するとされていた。それからヴィルヌーヴは、残りの部隊を連れて西インド諸島へ向かい、一方2隻の分遣隊は、3つの作戦のうちの1つを遂行する任務に就く。2隻はセントヘレナへ向かってこの島をイギリス軍から奪い、その後に北へ戻ってセネガルへ上陸し、西アフリカでの紛争を扇動する。その間、エドゥアール・ジャック・ブルグ・ド・ミシェシ少将が、11月1日に、6隻の艦隊に3500人の部隊を乗せてロシュフォールから西インド諸島へ向けて出航する。イギリス側の封鎖をかいくぐったこの艦隊は、西インド諸島でマルティニークとグアドループのフランス軍を増員し、イギリス領のドミニカとセントルシアを攻略する。ここまでの目標を達成したところで、ヴィルヌーヴとミシェシが合流して、15隻の戦列艦と5000人の部隊となり、この戦力でフランスはスリナムを奪い、他のオランダ領とイギリス領の植民地を攻略してから、大西洋を横断して戻ってくる。
ヴィルヌーヴとミシェシが西インド諸島で任務についている間、ガントーム率いる21隻の戦列艦が、18000人の部隊を乗せて11月23日にブレストを発ち、英仏海峡を横切って北海に入り、スコットランドの沿岸を航行する。フランス軍はアイルランド北岸のスウィーリー湾に到着し、部隊を上陸させる。全軍挙げてのアイルランドへの侵攻が進んでいる間、ガントームはアイルランド西海岸の周囲を航行し、西インド諸島から戻ってくるヴィルヌーヴとミシェシと合流するためにウェスタンアプローチに入る。40隻近くの連合艦隊により、フランスは英仏海峡からブローニュを一掃しながら航海し、この計画の3つ目にして最後の目標であるイギリス侵入を成し遂げる。しかしこの計画も、天候に恵まれ、イギリスが介入しないことが条件で、しかも何千マイルも離れた艦隊同士での意思伝達は、突如変更されることもあり、実行はかなり不可能であった。イギリス軍がガントームへの命令を捕捉したため、計画は中止され、実行に移されなかった。

### 第三次計画：1805年1月

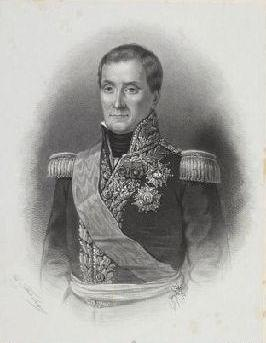
エドゥアール・ジャック・ブルグ・ド・ミシェシ

ヨーロッパの軍事情勢は、1805年に大きな変化があった。スペインがフランスと同盟を結んだものの、ナポレオンはオーストリアとロシアのことでやきもきしていた、この両国はどうもイギリスと交渉しているように見えたからだ。部隊の大部分が英仏海峡を渡ってしまうと、大陸側に呼び返すことが難しいことがはっきりしてきた。呼び戻すことが難しくなるからだ。もしロシアとオーストリアが同盟を結んで、東に二次戦線を開けば、ナポレオンはその対処で大きな圧力を受けることになるだろう。ナポレオンは一時的に、イギリス侵攻計画を保留にすることに決めた。そして、作戦が発動されないため仕事のない大艦隊に、イギリスに対して紛争を起こさせる新しい戦略を推し進めた。ヴィルヌーヴとミシェシは部隊を乗艦させて艦隊を海へ出し、西インド諸島まで航海して、そこのイギリスの植民地を攻撃させた。これによりイギリスは、自国の植民地を守るために、動員できる資源を新たに割り当てせざるを得なくなる。ミシェシは1月11日、時間通りに5隻の戦列艦を率いてロシュフォールを出港し、トマス・グレーブス中将の封鎖を巧みにかわして、大西洋へと抜けた。アレクサンダー・コクランがこのフランス艦隊を追跡し、双方とも西インド諸島へと向かった。

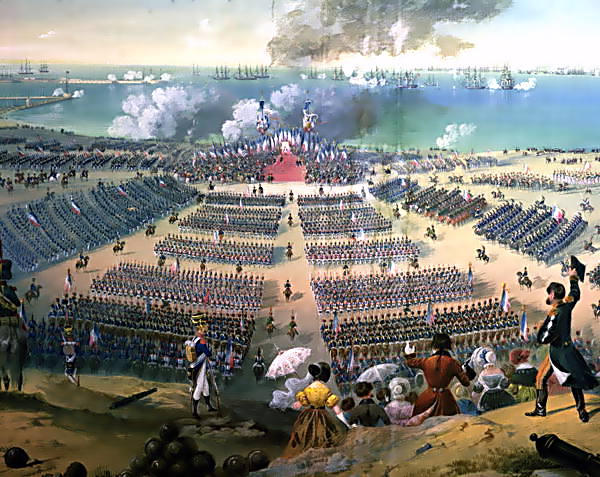
ブローニュの部隊を閲兵するナポレオン

ヴィルヌーヴは、1月18日にやっと、暴風の中をトゥーロンから出港した。この出港は巡回していたイギリス艦シーホースとアクティブに気付かれ、2隻はラ・マッダレーナに上陸していたネルソンのもとへ駆けつけてこれを報告した。ネルソンは即座に自分の艦隊を出港させた。天候の具合、そして、フランス艦隊には陸軍部隊が乗っていたことから、ヴィルヌーヴが東に向かっているとネルソンは考え、おそらくはイタリア沿岸か、マルタ島もしくはサルデーニャ、さらにはギリシャかエジプトを攻撃するのではないかと結論付けた。ネルソンはサルデーニャ南部でフランスを阻止しようと南に急いだが、1月25日になってもフランス艦隊は現れず、見失ったのではないかと気をもんで、さらに東へと押し進み、ギリシャに入り、その後2月7日にはアレクサンドリアに到着した。フランス艦隊に関する情報はなく、ネルソンは西方へ戻り、2月19日にマルタに着いた所で、フランス艦隊がトゥーロンに引き返したという知らせを受け取った。実はヴィルヌーヴは、出発から2日後に帰港していた。悪天候と、それに対応できるだけの能力がない水兵と艦のおかげで、やむなく引き返したのだ。2隻のイギリスのフリゲート艦が、フランス艦隊を置き去りにしてネルソンのもとに馳せ参じたため、艦隊は誰にも見つかっていなかった。これはつまり、フランス艦隊が引き返していたにもかかわらず、ネルソンは6週間近くを地中海の悪天候の中を行ったり来たりしていたということだった。ネルソンはいら立ちながら、封鎖を再開した。

## 1805年3月の戦略状況

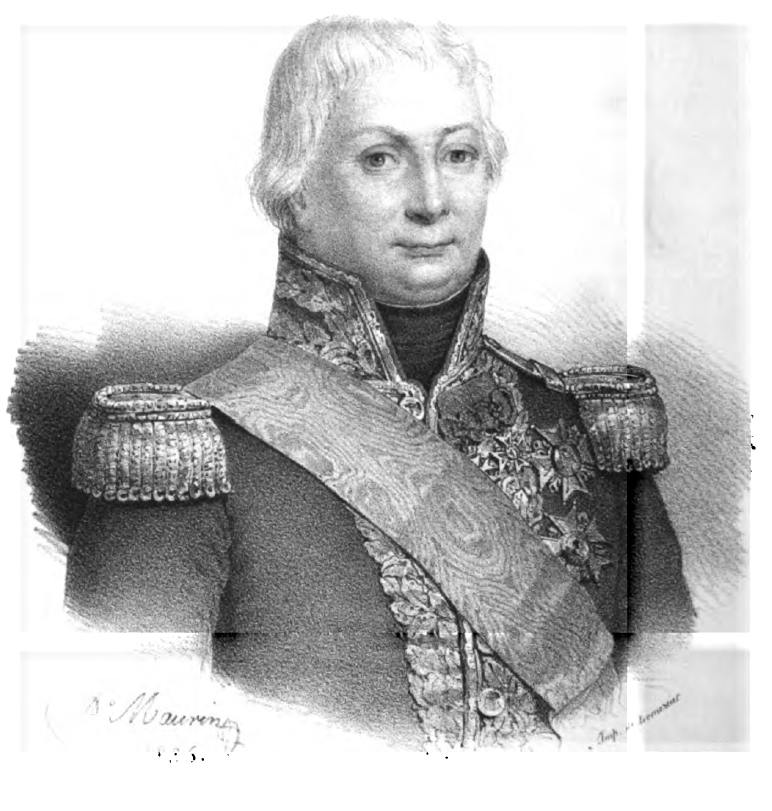
オノレ・ジョゼフ・アントワーヌ・ガントーム

イギリス海軍の様々な艦と司令官たちとによって、フランス海軍は大規模な封鎖を受けており、一方で主力侵攻軍である9万3000人の陸軍4部隊は、ブローニュで待機していた。オランダには、9隻の戦列艦から成るフランスとオランダの戦隊が駐留していたが、こちらはジョージ・エリフィンストーン提督の、11隻の戦列艦から成るダウンズ戦隊が見張りをしていた。両艦隊はいずれも、作戦には参加していなかった。海峡艦隊の主力部隊は15隻の戦列艦で構成されていて、ウィリアム・コーンウォリス提督と副官であるチャールズ・コットン中将の指揮の下、ロシュフォール封鎖中のトマス・グレーブズ少将の分遣した5隻の戦列艦の戦隊、また、フェロール封鎖中のロバート・カルダー中将が分遣した8隻から成る戦隊と共に、ウェサン島からアイルランド沿岸までを巡回していた。イギリス艦隊は、21隻の戦列艦を擁したガントーム提督下のブレスト艦隊、3隻または4隻から成るロシュフォール艦隊、そしてグルドン提督下の4隻と、フェロールのグランダリャナ提督下の8隻の戦列艦から成るフランスの大西洋艦隊に対して、かなり厳しい封鎖を続けていた。カディスには6隻のスペイン艦と、1隻のフランス艦がいて、この7隻もジョン・オード少将とその5隻の戦列艦の警戒のもとに置かれていた。他にカルタヘナにサルセード提督指揮下の6隻のスペイン艦がいた。トゥーロンを基地とする11隻のフランスの戦列艦はヴィルヌーヴの指揮下にあり、このフランス艦を封鎖していたのが、ネルソン率いる戦列艦12隻の地中海艦隊だった。イギリス海軍のそれぞれの提督は多くのフリゲート艦、スループ船そしてブリッグ船を思い通りにできた。また、それから遠く離れて、コクランに追跡されていたミシェシは、西インド諸島周辺を航海したが、互いに砲火を交えることはなかった。ヴィルヌーヴがトゥーロンで封鎖されているのが明らかになったことで、ナポレオンから召還命令を受け、3月28日にミシェシは帰国の途に就いた。1805年3月は、ナポレオンにとって大きな前進の時であった、オーストリアから、フランスを攻撃しないと言う言質を取り付けたのである。ナポレオンはイギリス侵攻計画の再開を決め、新しい計画を練った。

## トラファルガー作戦：フランスによる計画
この計画ではこのようになっていた。まずブレストのガントームの艦隊は、3000人の部隊を乗せてフェロールに向かう。フェロールでカルダーの封鎖戦隊を追い払い、グルドンとグランダリャナの艦隊と連合する。33隻の戦列艦と6隻のフリゲート艦、2隻の物資輸送艦を集めて、マルティニークに向かい、その間に、ヴィルヌーヴの艦隊は3000人の部隊を乗せてトゥーロンから大西洋へ包囲を突破し、カディスで他に7隻の艦を集めて、西インド諸島へ連合艦隊と合流のため向かう。3つの艦隊－ガントームの33隻の戦列艦、ミシェシがそこにいれば、彼の5隻の戦列艦、そしてヴィルヌーヴの11隻の戦列艦－が共に大西洋へ引き返す。敵艦を大西洋で一掃し、侵攻軍護送艦隊の後尾を守る。

### ガントーム部隊の封鎖
ガントームは3月24日には艦隊出航の手はずを整えたが、ブレストはコットン中将の17隻の戦列艦に厳重に包囲されていた。ガントームは戦闘を避けるよう命令を出し、そして、天候が自分たちに有利になるまで待ったところ、3月26日に霧が出て、イギリス艦隊から立ち去るのに好都合な天候となった。しかし、ガントームが艦隊を出そうとすると、にわかに天候が変わり、霧が風に飛ばされたため、元の場所まで戻るのが難しくなった。一時的に港の外で動けなくなったガントームは、コットンの軍が近づいてきたため、不承不承戦闘の準備をした。しかしコットンは、夜が近づいていたため、また砂州がこのあたりには多く、海岸の砲台の下に敵艦隊がいたことから、交戦の危険を冒すことをせず、ただ成り行きを見守り、ガントームを監視することにした。翌日風向きが変わり、ガントームは港に戻ることができた。作戦が終わるまで、ガントームとその艦隊は海に出ないままであった。

### ヴィルヌーヴの逃走

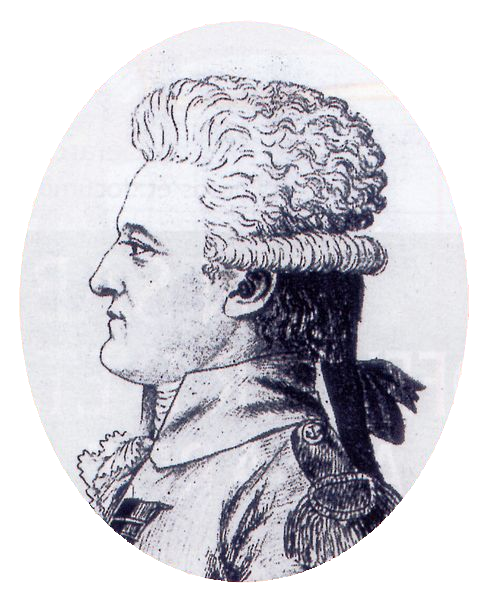
ピエール＝シャルル＝ジャン＝バティスト＝シルヴェストル・ヴィルヌーヴ

ヴィルヌーヴと、次席指揮官のピエール・デュマノワール・ル・ペレイは、トゥーロンの艦隊に戦闘準備をさせるべく急いだ。ネルソン艦隊はバルセロナの近くに配置されており、ヴィルヌーヴは巡回中のイギリス艦隊に遭わないことを願った。ヴィルヌーヴはトゥーロンから真南に下って、バレアレス諸島の東を通過する予定だったのだ 。ところが、ネルソンは罠を準備していたのである。スペイン沖で自分の艦隊を目撃させておいた後、サルデーニャ南部まで撤退し、ヴィルヌーヴがイギリス艦隊がいると思われる場所を避けようとすると、ネルソン自身のの艦隊にまっすぐ突っ込む仕掛けになっていたのである。

ジブラルタルの位置、対岸はモロッコである。

ヴィルヌーヴは3月30日に艦隊を出港させ、イギリス艦アクティブとフィービに監視されており、そしてネルソンの思惑通りに、バレアレス諸島とサルデーニャの間に針路を取った 。しかしこのイギリスのフリゲート艦2隻は、4月1日にフランス艦隊を見失い、同じ日にヴィルヌーヴは偶然出会ったスペイン商船から、ネルソンがサルデーニャ沖にいるのを目撃したと聞かされた。自分が待ち伏せに遭うことを知ったヴィルヌーヴは、バレアレス諸島の西に針路を変えた。フランス艦隊の姿は見えず、ネルソンはフランス艦隊の意図するものを理解しないままだった。ヴィルヌーヴはそのままカルタヘナに向かったが、そこで合流するはずだったスペイン艦船はマドリッドからの命令が未着だとして合流を拒んだが、ヴィルヌーヴは敢えて命令の到着を待たなかった。代わりにヴィルヌーヴは、ジョン・オードの戦隊の監視を受けつつ4月8日に速度を上げてジブラルタル海峡を通過した。カディスでフランスの74門艦エーグルを手に入れ、大西洋を西インド諸島へ横断しようとした。そのヴィルヌーヴの後ろには、6隻のスペインの戦列艦と、フェデリコ・グラビーナ指揮下のフリゲート艦がついて来ていた。
その間ネルソンは、フランス艦隊の出航に警戒していたが、サルデーニャ沖での交戦に失敗したため、フリゲート艦で当該海域をくまなく偵察し、何らかの新しい情報を入手することにした。最終的にすべての艦隊を地中海から撤退させるべきと決心した後に、ネルソンはジブラルタル海峡へ自分で乗り出し、5月8日に、オードの艦隊の1隻から、フランス艦隊がひと月前に海峡を通ったが、北へは向かわなかったという決定的な裏付けを得た。ヴィルヌーヴが西インド諸島へ向かったことを確信したネルソンは、追跡を始めた。

## 西インド諸島でのヴィルヌーヴ

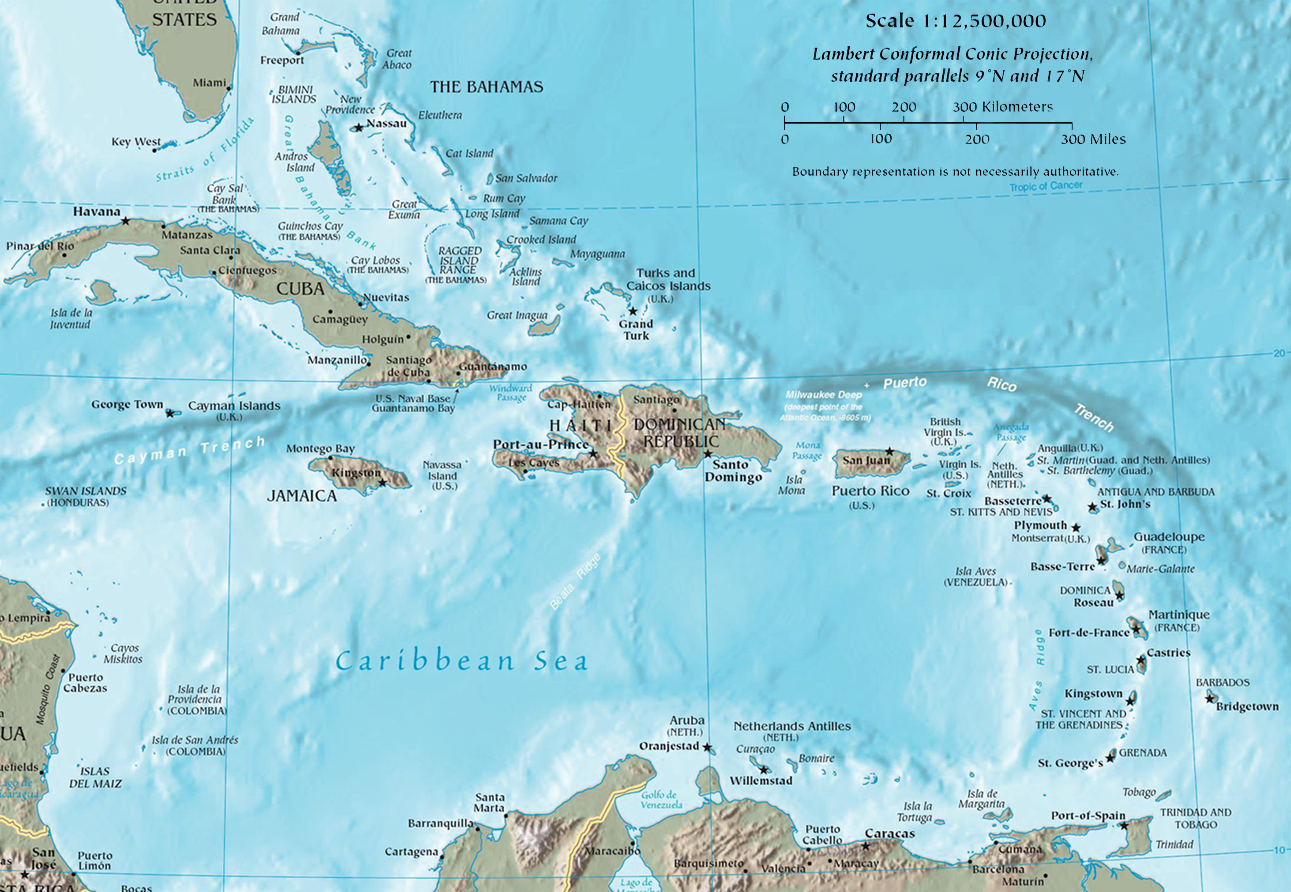
西インド諸島の地図。右中央にセントジョンズを首都とするアンティグアが見える。

ヴィルヌーヴは5月14日にマルティニークのフォール＝ド＝フランスに到着し、それから2日間をかけてグラビーナ率いるスペイン艦隊と合流した。再補給の後、ヴィルヌーヴはこの地に腰を落ち着けてガントームの到着を待った、ガントームがいまだにブレストに封鎖されているのをヴィルヌーヴは知らなかった。当初は、カリブ海のイギリス植民地に、命令のないまま大規模な攻撃を仕掛けるのには乗り気でなかったが、ついにマルティニーク総督のルイ・トマ・ヴィラレー・ド・ジョワイユーズに説得されて、2週間もの間停泊して無為に過ごした後、ダイヤモンドロックを支配下に置いているイギリスの駐屯隊を攻撃した。ダイヤモンドロックの小規模な駐屯隊は6月2日に陥落した。この時にフリゲート艦ディドンが命令を携えてやって来た。命令には、ヴィルヌーヴはシャルル・レネ・マゴン・ド・メディーヌ指揮下の艦船がさらに2隻来援するのを待ち、しかるのちに、西インド諸島のイギリスの植民地を一月かけて攻撃し、攻略するようにとあった。またその後、全軍をヨーロッパに引き上げさせ、ブレストでガントームと合流して侵攻部隊を守るようにとも記されていた。他に、ネルソンがガントームの偵察のためエジプトに向かったともあったが、実際にはその時ネルソンの艦隊はバルバドスまであと2日の位置におり、6月4日にはバルバドスに入港した。ヴィルヌーヴは部隊を召集し、北のアンティグアへと艦隊を推し進めた。6月7日にヴィルヌーヴは軽装備で護送されていたイギリスの商船団を見つけて、翌日その一部の船を拿捕した。乗員の話から、ネルソンがバルバドスに到着していたのを知り、これに憤慨したヴィルヌーヴは作戦の遂行をやめて、もう一度北東をめざし、ヨーロッパに戻ることを決めた。艦隊が出発したのは6月11日で、このことに関して、艦隊に乗艦していた陸軍士官のオノレ・シャルル・レイユはこう書いている。
我々は7000人から8000人もの部隊を連れて海を制覇していたのに、たった一つの島すら攻撃できなかった。

## 西インド諸島でのネルソン
6月4日にバルバドスに着いたネルソンは、1週間前にフランス艦隊が目撃され、南の方に向かったという報告を切れ切れに受けた。ネルソンは追跡態勢に入ったが、この情報は正しくなかった。ヴィルヌーヴと艦隊はバルバドスの北に向かい、日が経つにつれて、より北の方角を目指した。一連の誤った目撃や意図的な誤報、そして全くの偶然などにより、ネルソンは6月8日までは南を目指したが、その8日により確かな情報が届いた。ヴィルヌーヴは、今のネルソンの位置よりも北にいて、アンティグアに向かっているという情報だった。6月12日にやっとアンティグアに到着したネルソンは、その前日にヴィルヌーヴがそこを通過してヨーロッパに向かったことを知らされた。翌6月13日にネルソンは追跡に入り、ヴィルヌーヴがカディスを目指しているか、地中海に戻ろうとしているかのどちらかであろうと予想した。しかしヴィルヌーヴは、実はフェロールを目指していた。ネルソンはフランス軍が港にたどり着く前に彼らを捕捉しようとしていたが、（カディスか地中海へ向かっていると考えて）南寄りの進路をとったため、ヴィルヌーヴたちを見失った。最終的に7月19日にジブラルタルに着いたネルソンは、その後艦隊を進ませてコーンウォリス指揮下の海峡艦隊と合流し、ヴィクトリーをポーツマスに入港させた。

## フランス艦隊の妨害

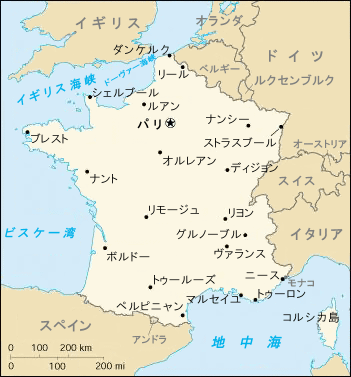
フランスの諸都市。ブレストは大西洋の、トゥーロンは地中海の主要な位置にある。

ジブラルタルに戻る前、ネルソンは分遣隊をブリッグ艦キュリューに乗せて海軍本部にやった。6月19日に大西洋を横切っている時、仏西連合艦隊がアンティグアから北に向かっているのをイギリス側の艦船クリューが発見さしていた。キュリューはその艦隊を尾行し、艦隊がネルソンが予測していたジブラルタル海峡への針路とは、違う航路であること、代わりにビスケー湾に入ろうとしていることが明らかになった。この分遣隊はこの最新の目撃情報をもって、海軍本部のチャールズ・ミドルトンのもとへ急行した。ミドルトンはロバート・カルダー中将下の補強艦隊に、仏西艦隊がフィニステレ岬沖に達したら迎撃するように指示した。チャールズ・スターリング少将指揮下の戦列艦5隻を艦隊に加えたカルダーの艦隊は、7月22日、フェロールに向けて西に進む仏西艦隊の姿を捉えた。
カルダーはフランス艦隊を迎撃するため南に移動した、一方でヴィルヌーヴは全軍に戦列態勢を取らせ、北へと移動し始めた。両艦隊はゆっくりとすれ違い、カルダーは艦隊に上手回しに舵を取らせ、連続してジグザグに進ませて、敵の後衛へと近づき始めた。イギリス艦隊の前衛にいたフリゲート艦シリウスが、フランス艦隊の後尾についていたシレーヌを攻撃を仕掛けて、ついに戦闘が始まった。イギリス艦隊が後衛部隊を切り離すのを恐れたヴィルヌーヴは、フランス艦隊の向きを変えさせ、午後5時30分ごろに、スペイン艦隊の前衛がイギリス艦隊の先導艦を砲撃した 。戦闘はすぐに全軍に広がったが、日が落ちたのと、立ち込めた霧と砲煙のため両艦隊は四散しはじめた。午後9時半には戦闘は中断され、2隻のスペイン艦が孤立してイギリス艦隊に拿捕された。翌日になっても、両艦隊は散り散りになったままだった。互いに相手を観察し合ってはいたが、どちらからも戦闘を再開する様子はうかがえず、7月24日にはイギリス側に有利な風向きだったにもかかわらず、カルダーは攻撃をしなかった。

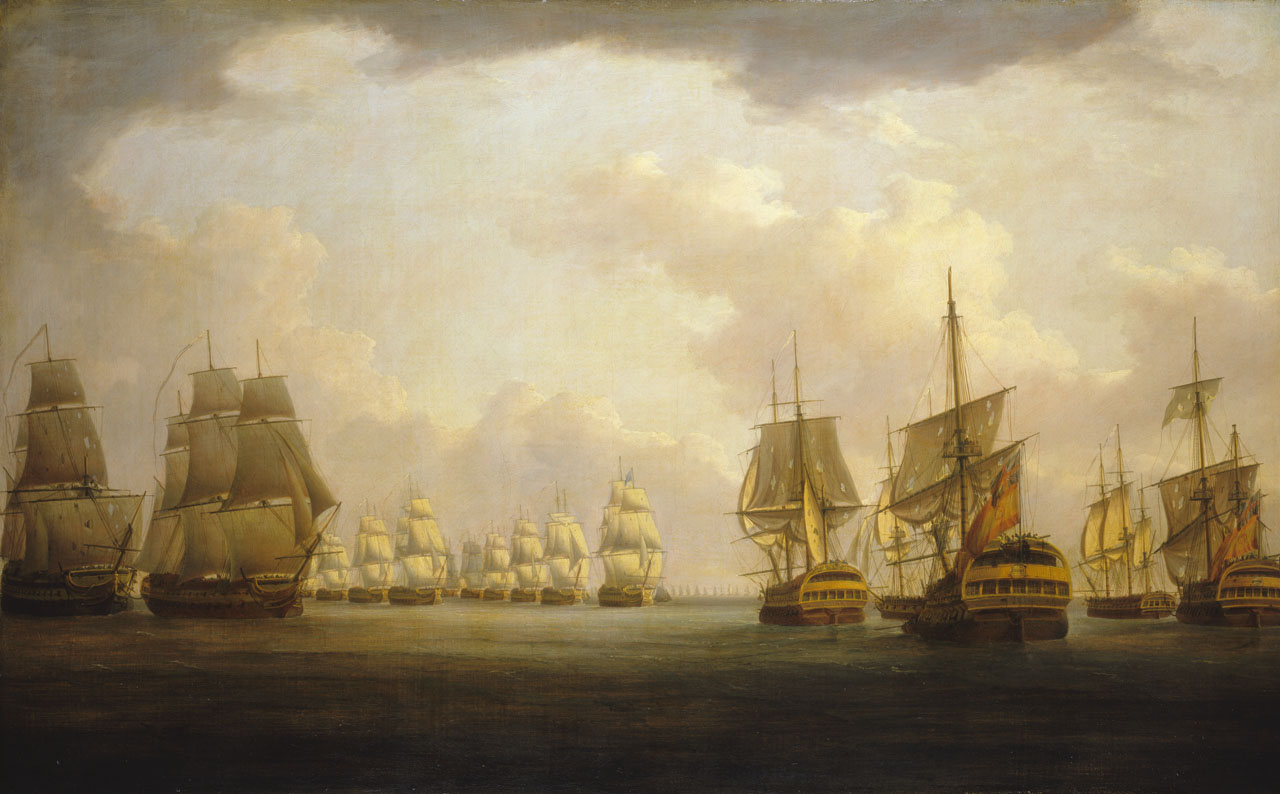
1805年のフィニステレ岬の海戦 ウィリアム・アンダーソン作

7月25日には両艦隊は互いの視界から去って行った。ヴィルヌーヴはビゴに向かい、カルダーは東を目指した。双方の提督が自分たちの勝利を主張した、ヴィルヌーヴはナポレオンに、この戦闘後に北へ向かって、ロシュフォールからのアルマンの部隊と合流し、その後英仏海峡に向かうつもりであったと答えて納得させた。しかし8月13日、ちょうど航海中であったヴィルヌーヴと、アルマンのそれぞれのフランス艦隊は互いをイギリスの主力艦隊と取り違え、合流する代わりに、互いに相手から逃げようとして、ヴィルヌーヴはカディスへ逃げ込んだ。怒り狂ったナポレオンは怒鳴り散らした、「何という海軍、何という提督だ、これまでのすべての犠牲が何の役にも立っていない！」フィニステレ岬の海戦とヴィルヌーヴのカディスへの退却は、イギリスの侵攻に関していえば、作戦にとどめを刺してしまった。これにより、ナポレオンは英仏海峡の支配の地固めとなる作戦への期待を捨て去り、イングランド陸軍、改名されて大陸軍を召集して、ウルム作戦で東へ進み、オーストリアを攻めることにした。

## トラファルガーの海戦

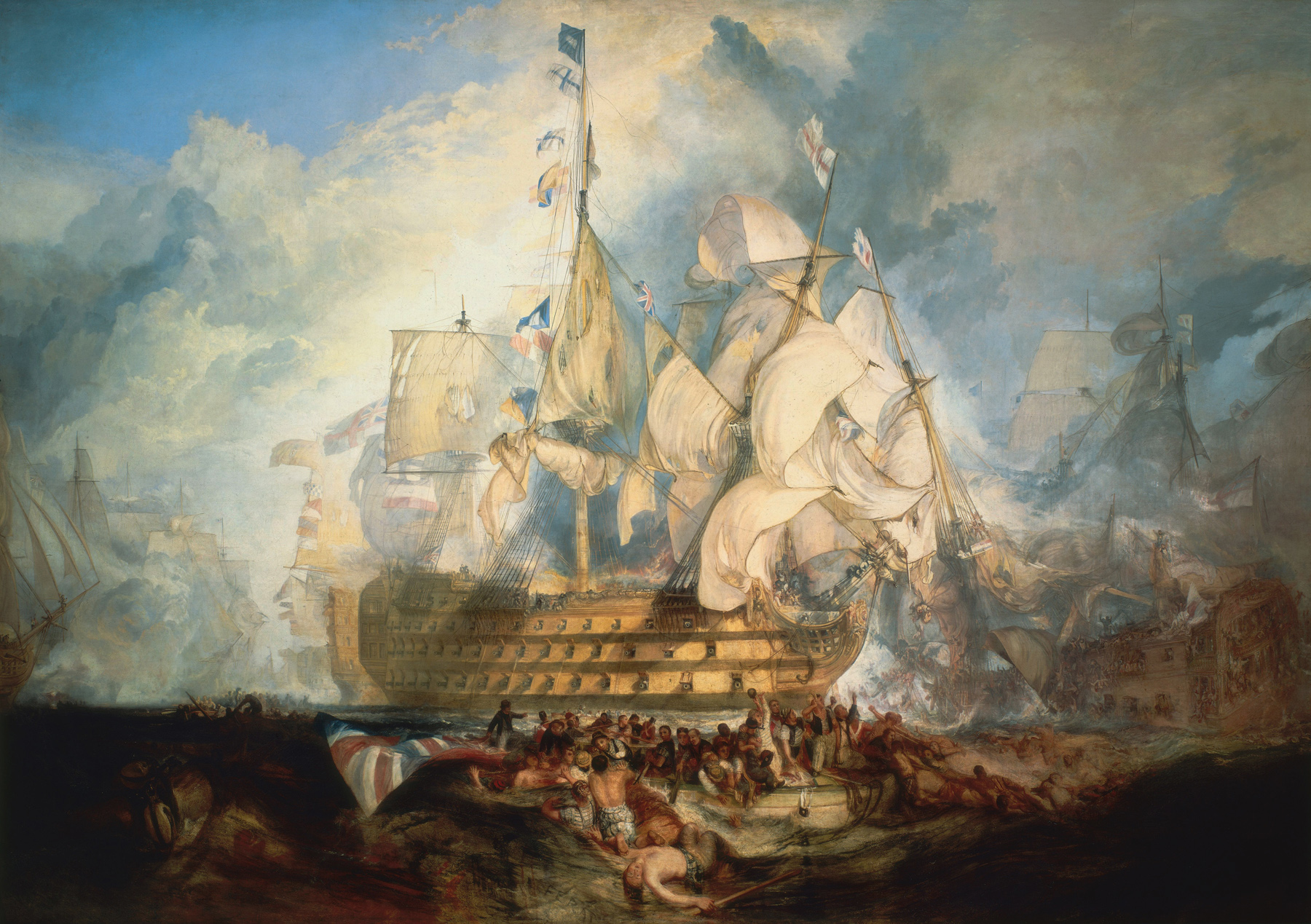
トラファルガーの海戦　ジョセフ・ターナー作

ヴィルヌーヴの艦隊はカディスで修理を行った。カディスはイギリス艦による急ごしらえの封鎖が行われており、はじめはカスバート・コリングウッド少将、9月27日からはネルソン中将がイギリスから来て指揮を執った。ネルソンはそれから何週間かを、来る戦闘のための戦術を作成してそれに磨きをかけ、自分の意図を艦長たちが理解しているか確認するために、彼らと会食した。ネルソンは、連合艦隊相手が伝統的な戦列でくるであろうことを予測して、攻撃計画を工夫した。ナイルの海戦、コペンハーゲンの海戦での自らの経験、キャンパーダウンの海戦のアダム・ダンカンの例、そしてセインツの海戦でのジョージ・ブリッジズ・ロドニーの先例を活用し、敵と同じような平行な戦列を作るよりも、艦隊を戦隊に分割することにした。そうすることによって、その戦隊はかなりの位置で敵の戦列を切り裂くことができ、混戦が可能になり、この混戦でイギリス艦が敵艦を圧倒して、交戦していない敵艦が支援に戻ってくる前に、敵の布陣のあちこちを破壊するという筋書きだった。

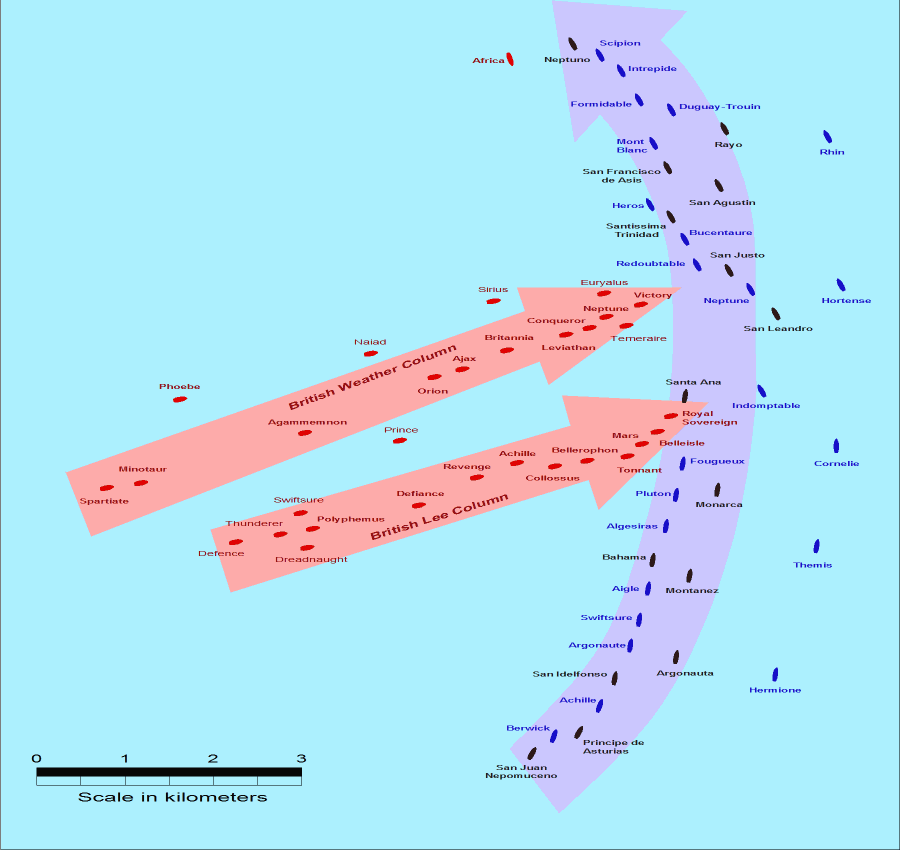
トラファルガーの海戦の布陣、ピンクがイギリス艦隊、紫が仏西連合艦隊。

一方ナポレオンは、いよいよヴィルヌーヴの行動に不満を抱くようになり、フランソワ・エティエンヌ・ド・ロジリ＝メスロに、カディスに向かって艦隊を指揮し、地中海に乗り出してナポリ王国に部隊を上陸させ、トゥーロンに帰港するように命じた。ヴィルヌーヴは、ロジリが来る前に出港することにした。10月20日、ヴィルヌーヴは、出港しようとしていたところを、巡回していたイギリスのフリゲート艦に見つかり、どうやら西へ向かうらしいという知らせがネルソンに届いた。ネルソンは縦列を率いて、ヴィクトリー艦上で交戦に入り、敵艦隊の戦列を切り裂いて、自らが切望した混戦に持ち込んだ。数時間に及ぶ戦闘の後、仏西艦隊の17隻の艦が拿捕され、他は破壊されたが、イギリス艦は1隻も失われなかった。この海戦で戦死したイギリスの将兵の中に、戦闘中に敵の狙撃兵により致命傷を負ったネルソンもいた。拿捕艦のうち9隻は、翌日の嵐の中で後に人為的に沈められるか、沈没した。その直後の1805年10月23日の海戦は、スペイン艦サンタ・アナを再拿捕しようとしたジュリアン・コズマオ指揮下の数隻の艦が、追跡を何とか免れようとして起こったものだった。再拿捕中にコズマオはさらに3隻の艦を強風で難破させて失い、4隻目はイギリス艦隊により拿捕されたが、のちにこれも難破した。その後数日をかけて、イギリス艦隊と拿捕されたフランス艦船はジブラルタルに入港した。

## オルテガル岬

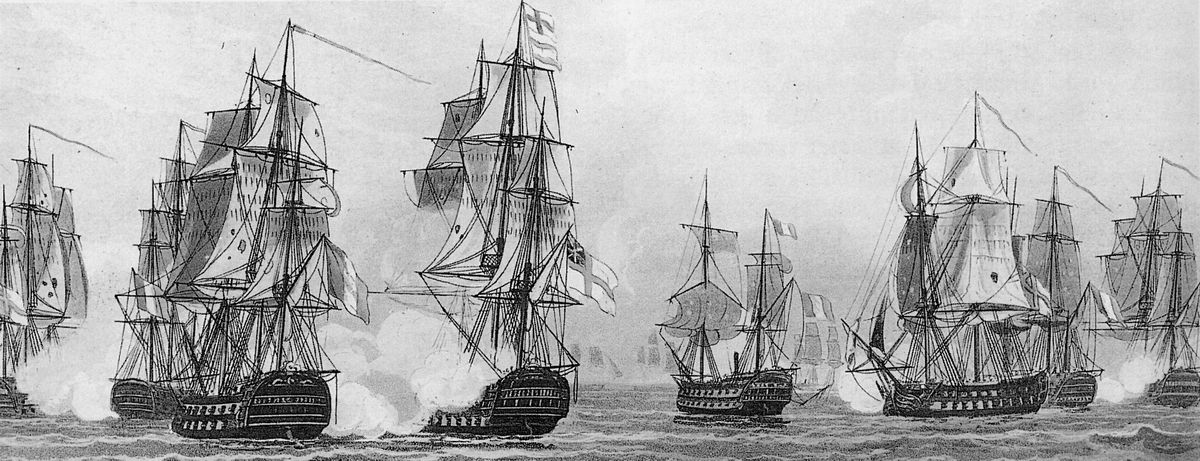
オルテガル岬の海戦　トマス・ホイットコンブ作

仏西合同艦隊はトラファルガーの海戦で決定的に壊滅したが、この作戦の最後の戦闘は、それからほぼ2週間後の11月4日に行われた。ル・ペレイ少将指揮下の4隻のフランス艦が、トラファルガーから逃走して、ロシュフォールに戻ろうと北をめざした。11月2日、この4隻のフランス艦は、36門フリゲート艦であるイギリス艦フェニックスに、オルテガル岬から40マイル（約64キロ）ばかりの地点で遭遇した。4隻のフランス艦はフェニックスを追跡したが、フェニックスは彼らを、リチャード・ストラカン艦長率いる、5隻の戦列艦から成る戦隊へとおびき寄せた。ストラカンは戦隊に追跡態勢を取らせ、戦隊の1隻がはぐれたにもかかわらず、11月4日にフランス艦を射程内に入るまで追い詰めて、砲撃を始めた。ストラカンはフリゲート艦を使って敵を疲れさせ、前進を阻むと同時に、敵艦に片舷斉射をするのではなく、より大きな自分の旗艦で敵艦の後部と中央を攻撃した。最終的に、ストラカンはフランス艦隊を包囲し、4時間にこの接近戦の後、すべてのフランス艦が降伏を余儀なくされた。

## イギリスの勝利とその意義

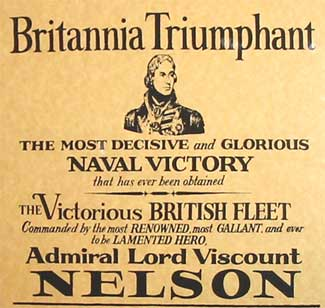
トラファルガーの海戦勝利を記念して作られたポスター

11月の始めには、連合艦隊は壊滅同然となった。2隻の戦列艦がフィニステレで失われ、トラファルガーの海戦とその後の嵐で21隻を失い、オルテガル岬でも4隻が失われた。これらの海戦では、イギリス艦は1隻たりとも失われなかった。フランスやスペインの手中に残された多くの艦は損傷が激しく、しばらくは任務に用をなさなかった。イギリスは勝利によって、この19世紀のほとんどにおいて、海上の確固たる支配権を獲得し、イギリスの貿易を確実なものとし、大英帝国を維持することができた。ナポレオンが、陸軍同様に自ら先導したフランス海軍の相次ぐ失敗は、フランスによるイギリスへの侵攻を実現させなかった。すでに侵攻計画は何度か先送りされてはいたが、フィニステレでのヴィルヌーヴの完敗、ロシュフォールとブレストの艦隊の連携の決定的な失敗は、ナポレオンに計画を破棄させ、東への遠征の方を選ばせた。双方合わせて74艦を動員したトラファルガーの海戦は、ナポレオン戦争では最後の大規模な海戦であった。これ以降は、一番大きな規模の戦闘であっても、12隻以上の規模での戦闘はなかった。1805年以後、フランス海軍の士気は崩壊し、一方でイギリスにより継続中の港の封鎖は、彼らから能力と意志とを奪い去ったその何年か後、ナポレオンは再びイギリス侵攻計画の可能性を持ち出しはしたものの、誰の関心も惹かず、何の決定もなされなかった。作戦遂行に失敗した海軍の存在はナポレオンを幻滅させ、同時にフランスの指揮官の臆病さと、このフランスに対抗するイギリスの決断力、この2つが、トラファルガー戦役の間中、様々な部分で浮上し、この作戦でフランス海軍は目的も方向性も失ったまま置き去りにされてしまった。